# Erebia albina
Erebia albina är en fjärilsart som beskrevs av Charles Oberthür 1909. Erebia albina ingår i släktet Erebia och familjen praktfjärilar. Inga underarter finns listade i Catalogue of Life.